# Michael Connelly
Michael Connelly ( født 21. juli 1956 ) er amerikansk forfatter af kriminalromaner. Conelly har en bachelorgrad i journalistik, fra University of Florida.
Udover sine romaner har Connelly også skrevet til TV.
"Harry" Bosch, hvis formelle navn er "Hieronymus" efter den hollandske maler, er hovedpersonen i en serie af Connellys romaner. Harry Bosch er detektiv ved LAPD.
Den første bog om Bosch ’’Det sorte ekko’’, blev tildelt prisen, Mystery Writers of America's Edgar Award, som bedste debutroman i 1992.
Connelly har skrevet flere bøger uden for Bosch serien, blandt andet Blood Work, som i 2002 blev filmatiseret med Clint Eastwood i hovedrollen.
Connelly har også skrevet om Michael Haller, en halvbror til Bosch. Michael Haller er advokat og bogen Limousineadvokaten (The Lincoln Lawyer) blev filmatiseret i 2011 med Matthew McConaughey i hovedrollen.
TV serien Bosch var baseret på Connellys bøger og blev udsendt 2014-2021 i 68 afsnit. Bosch: Legacy startede i 2022 med sæson 1, og fokuserer på Bosch som privatdetektiv.
TV serien Lincoln Lawyer startede i 2022.